# 이지현 (성우)
이지현(1982년 1월 7일~)은 대한민국의 여자 성우이다. 2008년 대원방송 1기 공채 성우로 데뷔하였다. 배우자는 성우인 위훈이다.

## 애니메이션 출연
굵은 글씨는 주연 및 레귤러 캐릭터.

### 대원방송
- 갓슈벨 FINAL 3기
- 기생수(애니박스) - 키미시마 카나
- 내 이야기!!(애니박스) - 스나카와 아이
- 달의 요정 세일러 문(애니원) - 세라/세일러 문
- 달의 요정 세일러 문 R - 세라/세일러 문
- 달의 요정 세일러 문 Super - 세라/세일러 문
- 달의 요정 세일러 문 SuperS(애니원) - 세라/세일러 문
- 달의 요정 세일러 문 세일러 스타즈(애니원) - 세라/세일러 문
- 디지몬 세이버즈 - 오유리, 도둑 2, 로봇(20화)
- 루팡 3세 PART4(애니박스) - 벨라도나
- 소년탐정 김전일 Original - 나나세 미유키
- 소년탐정 김전일 Original 스페셜 - 나나세 미유키
- 소년탐정 김전일 R(애니박스) - 나나세 미유키
- 스마일 프리큐어!(애니박스) - 한설희/큐어 뷰티, 배드엔드 뷰티
- 원피스 Original 드레스로자 편(애니박스) - 레베카
- 판도라 하츠(애니박스) - 체셔 고양이
- 절대가련 칠드런 (애니박스) - 우메가에 나오미 , 히게 쇼고, 팬텀 도터, 샤야, 포니, 담임선생님, 타케시(46화)
To LOVE -트러블-(애니박스) - 유우키 미캉, 코테가와 유이
- XXX 홀릭 2기 (애니박스) - 자시키와라시, 모로
- Yes! 프리큐어5 (애니원) - 김초원/큐어 레모네이드
- Yes! 프리큐어5 GoGo! - 김초원/큐어 레모네이드
- 프리큐어 Splash Star - 여학생
- 후레쉬 프리큐어! - 제프리
- 하트캐치 프리큐어! - 시프레, 다크 프리큐어, 달래의 여동생
- 완소! 퍼펙트 반장 - 안주희, 경아
  - 미라클체인지 퍼펙트반장 - 안주희
  - 유유백서 - 모란
  - 이누야샤 완결편 - 코하쿠

## KBS 외 타사 애니
- 꼬마농부 라비 - 라비
- 무무와 푸푸 - 나나
- 빠뿌야 놀자 - 로지
- 안녕! 괴발개발 - 랑이
- 캐치! 티니핑 시리즈 - 로미
- 터닝메카드(KBS) - 다비, 미리내, 공주희
  - 터닝메카드 W - 다비 , 공주희, 미리내
  - 터닝메카드 R - 다비, 공주희
- 헬로 카봇(KBS) - 차탄, 모나
- 출동! 애니멀 레스큐(KBS) - 로디
- 꾸러기 케라톱스 코리요 - 달콩이
- 생일왕국의 프린세스 프링 2 - 샤베트, 큐로큐로
- 쉿! 내 친구는 빅파이브 1,2 - 데이지
- 브레드 이발소 - 프레첼
- 티티 체리 - 레몬(티티 레몬)
- 티티 체리 스폐셜 (KBS 키즈) - 레몬, 포그냥
- 롱롱죽겠지? - 센티
- 내 비밀친구 햄찌 - 이소진, 햄또, 오세라, 박지현, 지은호
- 메탈카드봇 - 베라, 준의 반 담임선생님

### 타사
- 일하는 세포 - 대식 세포(매크로파지)
- 강철소방대 파이어로보 - 재동(8화)
- 강철의 연금술사 BROTHERHOOD - 윈리 록벨, 마텔
- 건담 빌드 파이터즈 트라이 (카툰네트워크) - 요미
- 괴도 조커 - 아이, 캔디, 베르
- 넥소나이츠 - 로빈 언더우드
- 다이노코어 - 존, 트리
  - 최강공룡합체 다이노코어 에볼루션 (투니버스) - 라키나 , 존, 테드
- 대롱대롱 요괴지롱 - 후돌이
- 데스노트 완전결착2
- 도라에몽 ※6기이후 ~ 신 도라에몽 현재 - 박영민 ♡ 현재 ~
- 드래곤볼 Z 카이 - 치치, 챠오즈
  - 드래곤볼 Z 카이 3기 THE FINAL CHAPTERS - 치치
- 드래곤볼 레이징 블래스트 슈퍼 사이언 멸망 계획 OVA - 치치
- 드래곤볼 슈퍼 - 치치
- 디스크 전사 어벤져스(투니버스) - 와스프
- 디지몬 고스트 게임 (재능TV) - 테리어몬
- 록맨 에그제 비스트 (애니맥스) - 트릴
- SPY×FAMILY - 샤론
  - 록맨 에그제 비스트 플러스 - 토토
- 링컨의 집에서 살아남기 (니켈로디언, TVING) - 레니 라우드 , 루시 라우드
- 루카스 더 스파이더 - 루카스
- 마이 리틀 포니 레인보우 락 (넷플릭스) - 선셋 쉬머, 루나
- 메이드 인 어비스(블루레이 디스크) - 나나치
- 명탐정 코난 1기(애니맥스) - 오소라, 이슬, 나혜미(8화) , 안내원(15화) , 유나영(33화) , 한승희(39화) , 박소영(50화) , 박두나(78화)
- 모두모두쇼 - 핀핀
- 몬스터 버스터 클럽 - 캐시
- 못말리는 3공주 - 치이
- 미나미家세자매 - 우치다 유카, 유우
  - 미나미家세자매 ~한그릇 더~ - 우치다 유카
- 미치코와 핫친
- 버니큘라 - 마담 폴리도리, 마샤
- 보루토 (투니버스) - 우치하 사라다
- 사실 나는 (VOD) - 강시내
- 샤이닝 스타 (MBC) - 양송이 , 케이시, 션샤인, 나라 엄마, 여자 아이 ♡ 현재 ~
- 로보카 폴리 (EBS) - 드로니, 데이지, 마리
- 서몬마스터즈 블루드래곤 - 슈우
  - 블루 드래곤  : 천계의 7룡 - 슈우
- 비밀♥비밀의 에그엔젤 코코밍 (디즈니채널) - 한미소, 모야밍
- 반짝반짝 해피★ 열려라! 코코밍 (디즈니 채널) - 한미소
- 소울이터 - 마카 알반 , 안젤라, 유미 아즈사
- 소피 루비 - 샤랄라 공주
  - 꿈의 왕국 소피 루비 - 샤랄라 공주/샤토끼
- 숨겨진 숲의 비밀 - 베아트리체
- 숲의 요정 페어리루 ~마법의 문~ - 로즈 , 지연우
  - 숲의 요정 페어리루 ~마법의 거울~(디즈니채널) - 로즈 , 지연우 , 미스워치
  - 숲의 요정 페어리루 ~마법의 펜듈럼~(디즈니 채널) - 로즈
- 스낵월드 (투니버스) - 마요네
- 신령사냥 - 미야코
- 위시캣 (SBS) - 똑똑냥
- 아이돌타임 프리파라 (MBC)
- 아이 엠 스타! (투니버스) - 바론
- 알쏭달쏭 수수께끼? - 우피
- 어떤 과학의 초전자포 (애니맥스) - 코노리 미이, 아와츠키 마야
  - 어떤 과학의 초전자포 OVA(애니맥스) - 코노리 미이
- 엄마 까투리 (EBS) - 꽁지, 다람쥐(시즌 3), 오색딱따구리 ♡ 현재 ~
- 엉뚱발랄 재키캣 - 우루루
- 얼렁뚱땅 반쪽이네 - 현명이
- 에버 애프터 하이(넷플릭스) - 애슐린 엘라 , 세리스 후드, 브룩 페이지, 저스틴 댄서
- 우당탕탕 잉양요2 - 잉
- 우리들이 있었다 - 타카
- 윙스 클럽 (니켈로디언) - 록시
- 유희왕 5D's - 칼리 나기사, 랠리
- 이야기배달부 동개비
- 케모노 프렌즈 (애니플러스) - 사막여우
- 키즈 CSI 과학수사대(MBC) - 장대포
- 타임트립 24 (카툰네트워크) - 잔 다르크
- 요괴메카드 - 다비, 공주희
- 빠샤메카드(MBC)) - 사랑, 미리내, 레큐
- 터보 F.A.S.T. - 엄마
- 파워캐치 완다 - 어메이징
- 팡팡! 불량로봇 대소동 - 데이지
- 퍼피독 친구들 (디즈니 주니어, 디즈니+) - 히시
- 페어리 테일 - 엘자 스칼렛
  - 페어리 테일 ZERO - 메이비스 버밀리온
- 포켓몬스터 XY (투니버스) - 트로바, 모나코(26화)
- 포켓몬스터 W (투니버스) - 또미
- 포켓몬스터 (투니버스, KBS 키즈, 재능TV) - 리코
- 프린세스 스타의 모험일기 (디즈니채널) - 문 버터플라이, 재나 오도니아, 제레미 번밤, 브리트니 웡, 켈리, 미나 러브베리
- 핀과 제이크의 어드벤처 타임 (카툰네트워크) - 핀
- 하이호! 일곱난쟁이 (디즈니채널) - 기쁨여왕, 스내지
- 헬로 카봇 유니버스 (SBS) - 차탄, 모나, 미리내
- 빅 히어로 시리즈 (디즈니채널) - 허니레몬
- 흑신 - 야마다 리사, 리오나
- 흑집사 - 메이린
- SD건담 삼국전 - 손상향 가베라
- 4월은 너의 거짓말 (블루레이 디스크) - 이가와 에미
- 스파이디 그리고 놀라운 친구들 (디즈니+) - 피터 파커/스파이더맨
- 로보카폴리 (EBS) - 드로니, 데이지, 마리
- 메탈카드봇S 강철의 귀환 (EBS) - 베라, 록크러쉬
- 크리켓팡 시즌 2 (MBC)

### 애니 더빙
2009년
- 도라에몽 진구의 우주표류기 - 프레이야

2010년
- 극장판 도라에몽: 진구의 인어대해전 - 박영민, 온디누
- 도라에몽 2112년 도라에몽의 탄생 - 노장구

2011년
- 도라에몽 진구와 날개의 용사들 - 박영민, 밀크
- 짱구는 못말려 극장판: 초시공! 태풍을 부르는 나의 신부
- Yes! 프리큐어5 극장판: 거울 나라의 미라클 대모험! - 김초원/큐어 레모네이드

2012년
- 극장판 도라에몽 진구와 기적의 섬: 애니멀 어드벤처 - 케리 박사, 박영민

2013년
- 극장판 도라에몽: 진구의 비밀도구 박물관 - 노장구, 진저
- 뽀로로 극장판 슈퍼썰매 대모험
- 오즈의 마법사 - 글랜다, 동쪽 마녀, 오이
- 페어리 테일 극장판: 봉황의 무녀 - 엘자 스칼렛

2014년
- 극장판 도라에몽 진구의 아프리카 모험: 베코와 5인의 탐험대 - 박영민
- 눈의 여왕 2: 트롤의 마법거울 - 매리벨 공주
- 드래곤 기사단 - 로빈
- 로코왕국의 전설: 엘프킹을 찾아서 - 파비아, 아벨
- 박스트롤
- 백투더 씨 - 샤바오
- 타잔 3D

2015년
- 도라에몽: 스탠바이미 - 박영민, 장구
- 레전드 오브 래빗: 불의 전설 - 란
- 빅 히어로 - 허니 레몬
- 인사이드 아웃 - 까칠
- THE 도라에몽즈 아슬아슬 기관차 대폭주! - 로빈
- THE 도라에몽즈 위기일발, 스페이스랜드! - 피노

2016년
- 극장판 도라에몽: 신 진구의 우주개척사 - 박영민
- 극장판 프리큐어 올스타즈 NEW STAGE 미래의 친구 - 한설희/큐어 뷰티
- 극장판 프리큐어 올스타즈 NEW STAGE 2 마음의 친구 - 한설희/큐어 뷰티, 시프레
- 극장판 아이엠스타 뮤직어워드 SHOW! - 바론
- 리틀 폭스 - 제이
- 스노우 타임 - 루크
- 플래그 더 문 - 에이미

2017년
- 발레리나 - 까미유
- 내 이름은 꾸제트 - 까미유
- 극장판 어드벤처 타임 비밀의 아일랜드 - 핀
- 보스 베이비
- 극장판 프리큐어 올스타즈 NEW STAGE 3 영원한 친구 - 김초원/큐어 레모네이드
- 극장판 에그엔젤 코코밍:푸르밍과 두근두근 코코밍 세계 - 한미소
- 딥 - 모라

2018년
- 코코 - 로시타
- 마징가Z 인피니티 - 리사

2019년
- 보루토: 나루토 더 무비 - 우치하 사라다

2023년
- 스즈메의 문단속 - 이와토 타마키

## 웹 애니메이션
- 정령왕 엘퀴네스 - 이프리트
- 포켓몬스터 제너레이션 - 마티에르

## 특촬물
- 가면라이더 더블 (대원방송) - 나해미(야마모토 히카루)
- 가면라이더 디케이드 (대원방송) - 야시로, 핑크, 유키
- 가면라이더 키바 (대원방송) - 미오 (하가 유리아)
- 파워레인저 엔진포스 (대원방송) - 푸코링, 샤워기 반기
- 파워레인저 정글포스 (대원방송) - 테톰(카토우 타케미)
- 파워레인저 미라클포스 (대원방송) - 모네 (미라클 옐로우)
- 미라클 멜로디 (투니버스) - 캐논

## 영화 애니 더빙
- 강철의 연금술사 - 윈리 록벨(혼다 츠바사)
- 곰돌이 푸 다시 만나 행복해 - 에블린(헤일리 앳웰)
- 더 라인 - 쟈닌 슈와르츠(엠마뉴엘 바흐)
- 덤보 - 콜레트 마르샹(에바 그린)
- 블랙팬서 - 나키아(루피타 뇽오)
- 슈퍼닌자 - 캘리(지젤 보닐라)
- 사랑의 하츄핑 - 로미
- 스즈메의 문단속 - 이와토 타마키(후카츠 에리)
- 앤트맨 - 매기 랭(주디 그리어)
- 앤트맨과 와스프 - 매기 랭(주디 그리어)
- 인사이드 아웃 2 - 까칠(리자 라피라)
- 캡틴 아메리카: 시빌 워 - 메이 파커(머리사 토메이)
- 캡틴 아메리카: 윈터 솔져 - 시스템 음성
- 패딩턴 - 주디 브라운(매들린 해리스), 밀리센트 클라이드(니콜 키드먼)
- 하우 투 겟 어웨이 위드 머더 - 레베카 서터(케이티 핀들레이)

## 게임 더빙
2009년
- 크레이지레이싱 에어라이더 - 모스

2011년
- 엘소드 - 유노, 스텔라, 토마, 바네사

2012년
- 블레이드 앤 소울 - 상인, 남자아이

2013년
- 닌텐도 DS 짱구는 못말려 말랑말랑 고무찰흙 대변신!
- 던전앤파이터 - 초붕, 아니스 바인스타이, 무형의 시로코

2014년
- 카오스 온라인 - 레이첼 알카드 (블레이블루 콜라보레이션), 마젠다, 다래
- 사커스피리츠 - 유아리, Z001 베로니카, 세이리우스, 리파, 매그, 쥬노, 메이, 뮤뮤, 그레이스
- 드래곤네스트 - 렌시아
- 발키리 컨플릭트 - 토르
- 최강의 군단 - 카밀라

2015년
- 포춘하모니 - 우연하

2016년
- 죽어버린 별의 넋두리 - 라미
- 오버워치 - 위도우메이커
- 메이플스토리 - 릴리, 루시드, 멜랑기오르
- 여신의 키스 - 루나 한센
- 데스티니 차일드 - 다비

2017년
- 사이퍼즈 - 격투가 에바
- 아제라 아이언하트 - 아처
- 화이트데이: 학교라는 이름의 미궁 - 유지민
- 클로저스 - 알파퀸 외 단역
- 오버히트 - 파이란, 하데스
- 열혈강호M: 강호쟁패 - 매유진
- 유희왕 듀얼 링크스 - 다크시그너 칼리, 칼리

2018년
- 삼국지 조조전 온라인 - 아린, 왕도, 조령
- 세븐나이츠 - 아탈란테, 파이, 발리스타
- 슈퍼 판타지 워 - 엔도르시 자하드 (신의 탑 콜라보레이션), 풍술사 린

2019년
- 소울워커 - 치이 아루엘
- 그랜드체이스 for k
akao - 카나반

2021년
- 쿠키런: 킹덤 - 딸기크레페맛 쿠키

## 보이스 드라마 CD
- 나와 호랑이님 - 랑이, 냥이
- 드래곤x프린세스x블레이드 - 밀레니아 엘자르크
- 빛나거나 미치거나 - 신율
- 숨겨진 남자 - 채승주
- 숨덕부 - 권유나
- 용사가 마왕을 무찌를 때 우리들도 있었다 - 린 아델 가드
- 죽어버린 별의 넋두리 - 라미, 유실
- 치즈인더트랩 보이스 웹툰 - 남주연
- 홀리도어 ~뱀파이어의 만찬~ - 아네스 수녀

## 노래
주제가
- Yes! 프리큐어 5 GoGo! 닫는 노래(합창)
- 못말리는 삼공주 여는 노래
- 파워레인저 엔진포스 닫는 노래(피처링)

삽입곡
- Yes! 프리큐어5 - 더 힘차게! 용기를 내!
  - Yes! 프리큐어 5 GoGo! - 트윈테일의 마법
- 스마일 프리큐어! - 웃고 웃으면 웃어보자(합창), 최고의 스마일(합창)

## 기타
- KBS Kids <가족 생일 축하 파티> 이벤트 스팟 영상 2012 ~ 18 종료
- 나와 호랑이님 스마트 앱 <랑이와 나> - 랑이
- 브라보 키즈 스팟 영상
- 리딩튜터 모의고사
- 신기한 한글나라 - 또퐁
- 파스넷 광고 - 내레이션[1]

## 참조
1. ↑  추측일 뿐, 불확실하다.